# María de la Paz von Spanien

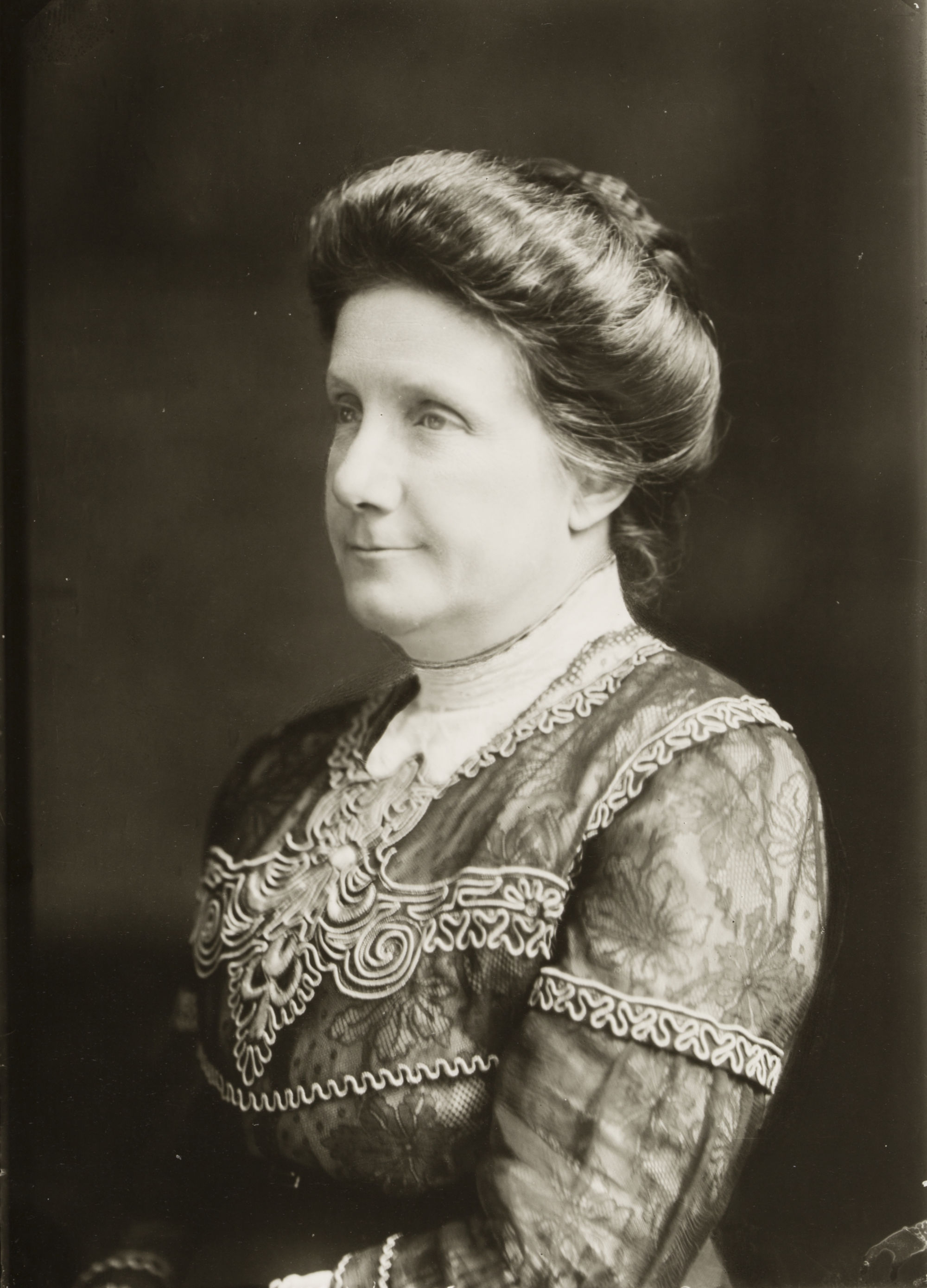
María de la Paz, Prinzessin von Bayern und von Spanien, 1916, Fotograf Philipp Kester

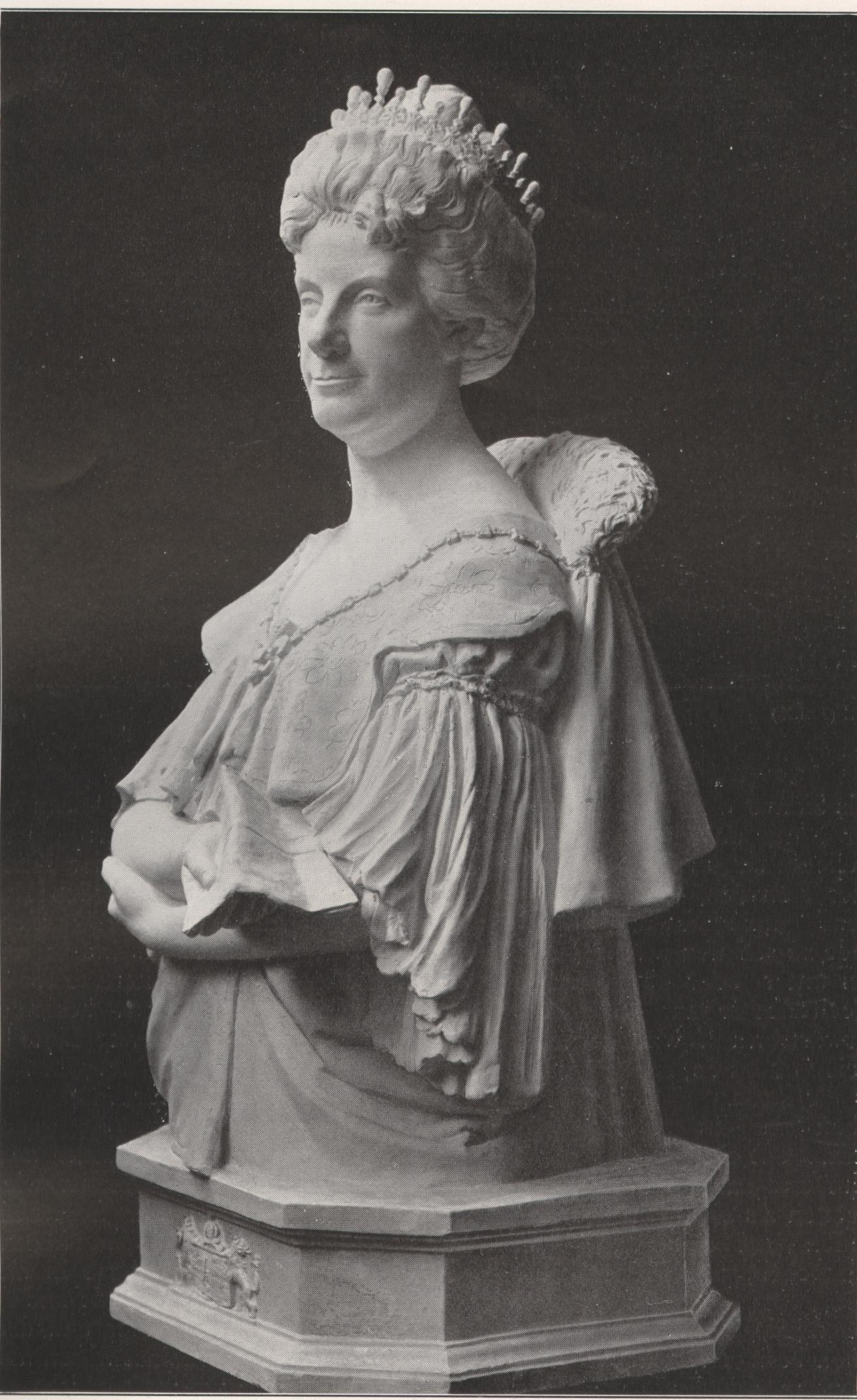
María de la Paz, Prinzessin von Bayern und von Spanien, Büste von Eloy Palacios (Sohn).

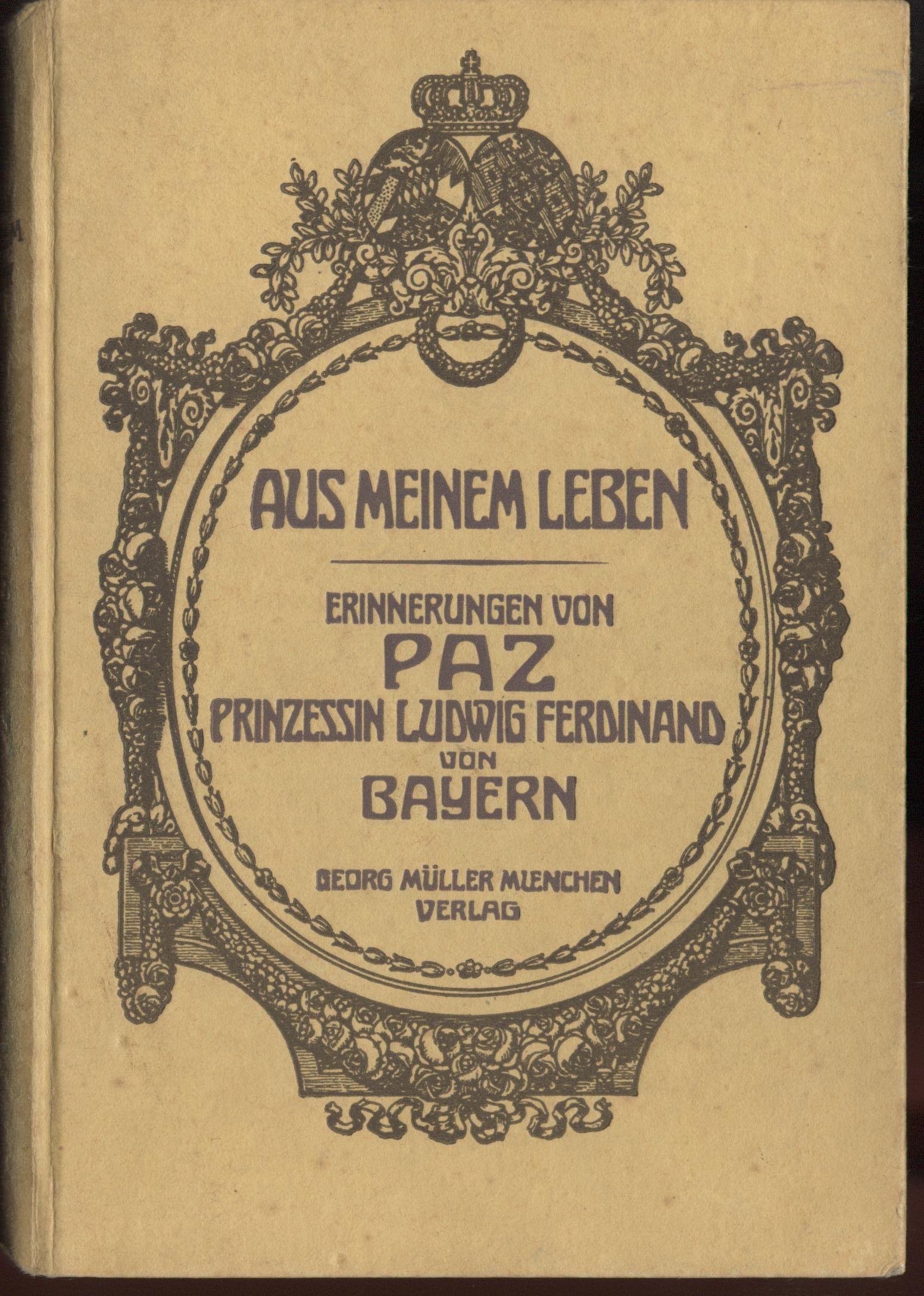
Die selbstverfassten Lebenserinnerungen der Prinzessin, publiziert zu wohltätigen Zwecken, 1917.

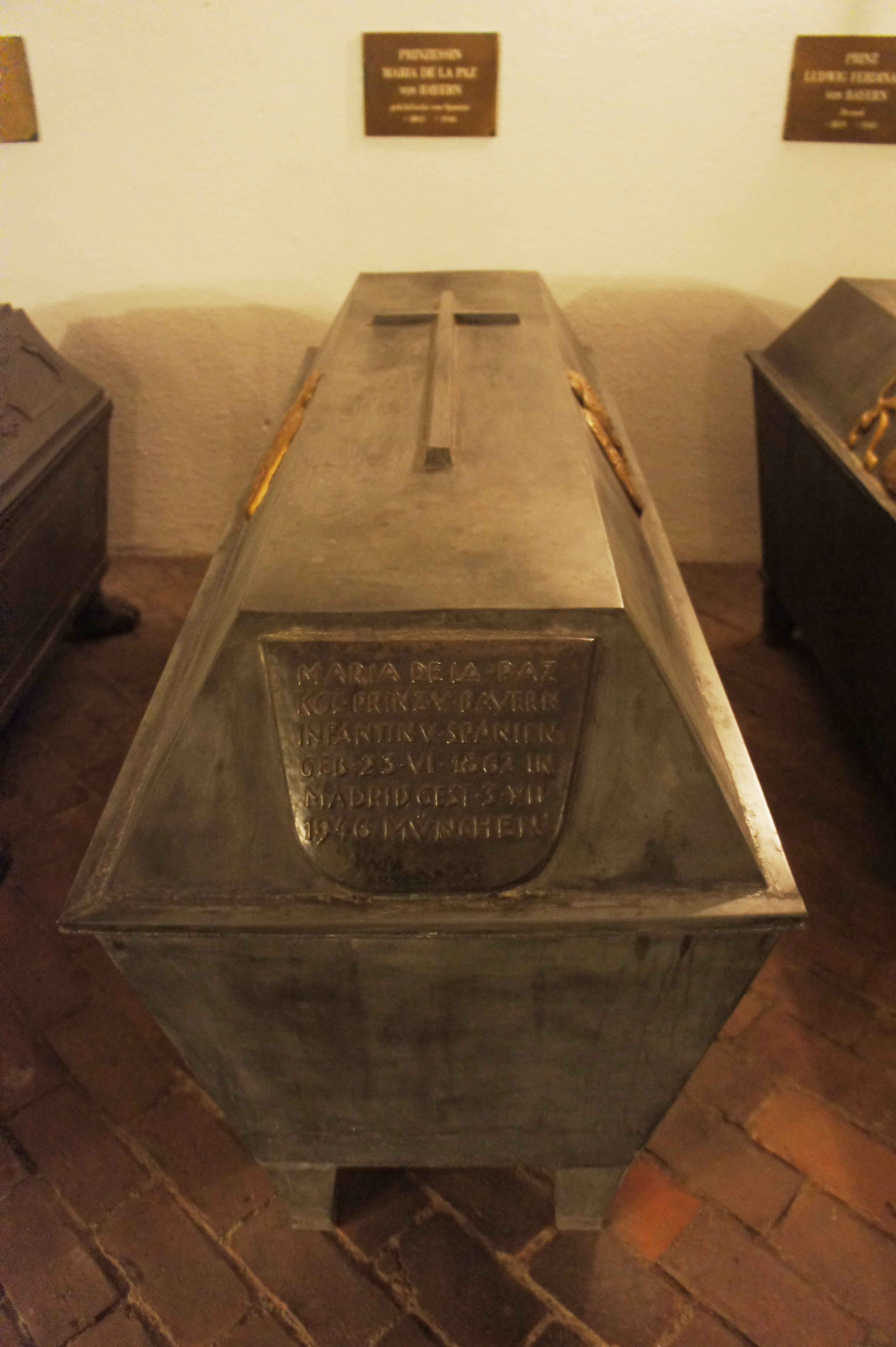
Sarkophag von María de la Paz in der Wittelsbachergruft von St. Michael in München

María de la Paz von Bourbón und zu Borbón, Infantin von Spanien (* 23. Juni 1862 in Madrid; † 4. Dezember 1946 auf Schloss Nymphenburg in München), war eine spanisch-deutsche Adlige. Durch Heirat mit Ludwig Ferdinand von Bayern war sie Prinzessin von Bayern.

## Leben
María de la Paz war eine Tochter von Francisco de Asis de Borbón (1822–1902), Herzog von Cádiz und dessen Ehefrau Königin Isabel II. von Spanien (1830–1904).
Als Kind musste die Prinzessin mit ihrer Mutter ins Exil nach Frankreich gehen. Von dort flohen sie nach dem Aufstand der Pariser Kommune und der deutschen Besatzung 1871 in die Schweiz.
Am 2. April 1883 heiratete sie in Madrid ihren Cousin, den bayrischen Prinzen Ludwig Ferdinand, Sohn des Prinzen Adalbert Wilhelm von Bayern und dessen Gattin Infantin Amalia de Borbón von Spanien. Aus der Ehe gingen drei Kinder hervor:
- Ferdinand Maria, Prinz von Bayern, Infant von Spanien (1884–1958)

1. ⚭ 1906 María Teresa, Infantin von Spanien (1882–1912)
2. ⚭ 1914 María Luisa de Silva y Fernández de Henestosa (1880–1955)

- Adalbert Alfons Prinz von Bayern (1886–1970), Dr. phil., Historiker

1. ⚭ 1919 Auguste Gräfin von Seefried auf Buttenheim (1899–1978)

- Maria del Pilar, Prinzessin von Bayern (1891–1987), Malerin

1918 wurde die Monarchie in Bayern durch die Revolution abgeschafft. Als der Soldaten- und Arbeiterrat gegründet wurde, soll sie dies im Familienkreis mit den Worten kommentiert haben „Jetzt sind wir halt alle Brüder“.
Nach dem Zweiten Weltkrieg setzte sich die Prinzessin für die spanischen, ehemaligen Häftlinge aus dem KZ Dachau ein. Es handelte sich dabei um Kommunisten und Anarchisten (sogenannte Rotspanier), die vor dem Franco-Regime nach Frankreich geflohen waren und dort später in deutsche Gefangenschaft gerieten. Nach ihrer Befreiung aus dem KZ fanden sie in Schloss Nymphenburg Hilfe. Die Prinzessin hatte verfügt, allen Spaniern in München, ungeachtet der Klasse oder der politischen Ansicht, zu helfen. Es war ein Beispiel der karitativen Einstellung der Prinzessin, die sich aus ihrem katholischen Glauben erklärte. So unterstützte sie auch die katholischen Träger von Waisen- und Kinderheimen und den Bau eines Krankenhauses der Drittordensschwestern, denen sich die Prinzessin eng verbunden fühlte.
Die Beisetzung der Prinzessin fand am 7. Dezember in der Münchener Michaelskirche statt, von der nach den Bombenangriffen zu der Zeit nur noch die Außenmauern standen. Der Leichnam war nach dem Wunsch der Prinzessin in den Habit der Drittordensschwestern gekleidet. Als der Sarg in die Gruft gebracht werden sollte, traten plötzlich mehrere Männer hervor, drängten die uniformierten Bestatter beiseite und trugen den Sarg in die Gruft, wo jeder von ihnen noch eine Blume auf den Sarg legte. Es waren Rotspanier, die ihrer Wohltäterin eine letzte Ehre erwiesen.

## Sonstiges
Der jüngere Sohn, Prinz Adalbert von Bayern, amtierte als 1. Botschafter der Bundesrepublik Deutschland in Spanien.
Ebenso wie ihr Sohn, der Wittelsbach-Historiker Prinz Adalbert von Bayern, war auch schon seine Mutter María de la Paz schriftstellerisch begabt. Sie war auch eine leidenschaftliche und talentierte Malerin. Sie schrieb jedoch nur zu wohltätigen Zwecken und veröffentlichte unter anderem 1903 im Herder-Verlag Freiburg unter dem Titel In der ewigen Stadt eine Beschreibung ihrer vorjährigen Pilgerreise nach Rom und ihr Zusammentreffen mit Papst Leo XIII. Der Ertrag der Schrift kam dem Seraphischen Liebeswerk Altötting, dem Kinderhilfswerk der Kapuziner, zugute. In derselben Schrift befindet sich auch ein Foto ihrer Tochter, Prinzessin Pilar, nebst Aufruf zur Unterstützung der katholischen „Kinderlegion“ in Altötting, einer Unterorganisation der Vereinigung, in der sich Kinder und Jugendliche karitativ betätigen konnten. Für die Kriegshinterbliebenen-Fürsorge publizierte die Prinzessin 1917 ihre Lebenserinnerungen unter dem Titel Aus meinem Leben.

## Auszeichnungen
- Theresienorden